# Saison 1953-1954 du FC Nantes
Chronologie
Saison précédente Saison suivante
La saison 1953-1954 du FC Nantes est la 11e saison de l'histoire du club nantais. Le club est engagé dans trois compétitions officielles : la Division 2 (9e participation), la Coupe de France (11e participation) et enfin la Coupe Charles Drago (2e participation).

## Effectif et encadrement

### Transferts
| Nom                | Nationalité | Poste     | Transfert | Provenance/Destination | Division        |
| ------------------ | ----------- | --------- | --------- | ---------------------- | --------------- |
| Arrivées           |             |           |           |                        |                 |
| Georges Desmars    | France      | Défenseur |           |                        |                 |
| André Le Menn      | France      | Défenseur |           | Paotred Briec          |                 |
| Barthélémy Gallard | France      | Milieu    |           | Stade français FC      | Division 1 (D1) |
| Michellier         | France      | Attaquant |           |                        |                 |
| Claude Orosco      | France      | Attaquant |           |                        |                 |
| Pierre Sinibaldi   | France      | Attaquant |           | Stade de Reims         | Division 1 (D1) |
| Départs            |             |           |           |                        |                 |
| Lucien Hérouard    | France      | Défenseur |           | Retraite sportive      |                 |
| Amédée Uchart      | France      | Défenseur |           | Le Havre AC            | Division 1 (D1) |
| René Samzun        | France      | Milieu    |           | Angers SCO             | Division 2 (D2) |
| François Fassone   | France      | Attaquant |           | FC Nantes rés. (?)     |                 |

## Matchs de la saison

### Matchs amicaux
| Date              | Statut        | Adversaire | Niveau | Lieu | Score | Buteurs du FC Nantes | Affluence |
| ----------------- | ------------- | ---------- | ------ | ---- | ----- | -------------------- | --------- |
| Jeudi 6 août 1953 | Coupe Odorico | Angers SCO | D2     | Ext. | 2 - 2 | -                    | 2.200     |

### Division 2

#### Calendrier
| Date                       | Journée | Adversaire            | Lieu | Score | Buteurs du FC Nantes                                    | Class. | Affluence |
| -------------------------- | ------- | --------------------- | ---- | ----- | ------------------------------------------------------- | ------ | --------- |
| Dimanche 23 août 1953      | J01     | Red Star OA           | Ext. | 2 - 1 |                                                         |        |           |
| Dimanche 30 août 1953      | J02     | FC Rouen              | Dom. | 1 - 2 |                                                         |        |           |
| Jeudi 3 septembre 1953     | J03     | Olympique lyonnais    | Ext. | 1 - 1 | van Geen 60e                                            |        | 5.103     |
| Dimanche 6 septembre 1953  | J04     | Olympique alésien     | Ext. | 1 - 0 | Orengo 5e                                               |        | 1.500     |
| Dimanche 13 septembre 1953 | J05     | SO Montpellier        | Dom. | 6 - 0 | Gallard 6e, van Geen 30e,Ferrier 43e 50e 60e, Minci 48e |        | 6.600     |
| Dimanche 20 septembre 1953 | J06     | Angers SCO            | Ext. | 1 - 2 |                                                         |        | 7.573     |
| Jeudi 24 septembre 1953    | J07     | AS Béziers            | Dom. | 6 - 2 |                                                         |        |           |
| Dimanche 27 septembre 1953 | J08     | AS aixoise            | Dom. | 1 - 0 |                                                         |        |           |
| Dimanche 4 octobre 1953    | J09     | RC Paris              | Ext. | 2 - 7 |                                                         |        |           |
| Dimanche 11 octobre 1953   | J10     | AS Cannes             | Dom. | 0 - 1 | -                                                       |        | 6.800     |
| Samedi 17 octobre 1953     | J11     | CA Paris              | Dom. | 5 - 3 | Perez 5e 18e, Domenger 25e, Gallard 33e 73e             |        | 4.196     |
| Dimanche 25 octobre 1953   | J12     | Stade rennais UC      | Ext. | 0 - 2 | -                                                       |        | 13.092    |
| Dimanche 1er novembre 1953 | J13     | US Valenciennes-Anzin | Dom. | 0 - 1 | -                                                       |        |           |
| Dimanche 8 novembre 1953   | J14     | FC Grenoble           | Ext. | 2 - 2 | van Geen 9e, Domenger 89e                               |        | 2.693     |
| Dimanche 15 novembre 1953  | J15     | RCFC Besançon         | Ext. | 0 - 2 | -                                                       |        | 3.059     |
| Dimanche 22 novembre 1953  | J16     | AS Troyes-Savinienne  | Dom. | 0 - 1 | -                                                       |        |           |
| Dimanche 29 novembre 1953  | J17     | Perpignan FC          | Ext. | 1 - 3 |                                                         |        |           |
| Dimanche 6 décembre 1953   | J18     | SC Toulon             | Ext. | 2 - 0 | Ferrier 18e, Domenger 75e                               |        | 3.015     |
| Dimanche 13 décembre 1953  | J19     | UA Sedan Torcy        | Dom. | 1 - 2 | Perez 61e                                               |        | 10.400    |
| Vendredi 25 décembre 1953  | J20     | AS Béziers            | Ext. | 2 - 2 | Perez 10e, Gallard 66e (pen.)                           |        | 1.108     |
| Dimanche 27 décembre 1953  | J21     | AS aixoise            | Ext. | 0 - 2 | -                                                       |        | 3.071     |
| Dimanche 3 janvier 1954    | J22     | Angers SCO            | Dom. | 1 - 1 |                                                         |        | 6.422     |
| Dimanche 10 janvier 1954   | J23     | Montpellier           | Ext. | 1 - 1 |                                                         |        |           |
| Dimanche 24 janvier 1954   | J24     | Perpignan FC          | Dom. | 5 - 1 |                                                         |        |           |
| Dimanche 31 janvier 1954   | J25     | AS Troyes-Savinienne  | Ext. | 1 - 2 |                                                         |        |           |
| Dimanche 7 février 1954    | J26     | RCFC Besançon         | Dom. | 4 - 1 |                                                         |        |           |
| Dimanche 21 février 1954   | J27     | FC Grenoble           | Dom. | 5 - 3 |                                                         |        |           |
| Dimanche 28 février 1954   | J28     | US Valenciennes-Anzin | Ext. | 1 - 2 |                                                         |        |           |
| Dimanche 14 mars 1954      | J29     | Stade rennais UC      | Dom. | 4 - 2 | van Geen 2e, Sinibaldi 29e, Perez 62e, Cueff 77e (csc)  |        | 11.483    |
| Dimanche 21 mars 1954      | J30     | CA Paris              | Ext. | 1 - 1 |                                                         |        |           |
| Dimanche 4 avril 1954      | J31     | Red Star OA           | Dom. | 1 - 3 | Orengo 41e                                              |        | 5.673     |
| Dimanche 11 avril 1954     | J32     | FC Rouen              | Ext. | 2 - 4 | Ferrier 10e, Devallan 77e                               |        | 6.810     |
| Jeudi 15 avril 1954        | J33     | Olympique lyonnais    | Dom. | 2 - 2 |                                                         |        |           |
| Dimanche 18 avril 1954     | J34     | Olympique alésien     | Dom. | 2 - 0 |                                                         |        |           |
| Dimanche 2 mai 1954        | J35     | AS Cannes             | Ext. | 1 - 0 |                                                         |        |           |
| Dimanche 9 mai 1954        | J36     | RC Paris              | Dom. | 2 - 3 |                                                         |        |           |
| Dimanche 16 mai 1954       | J37     | SC Toulon             | Dom. | 1 - 0 |                                                         |        |           |
| Dimanche 30 mai 1954       | J38     | UA Sedan Torcy        | Ext. | 0 - 0 | -                                                       |        |           |

#### Classement
| Rang | Équipe                | Pts | J  | G  | N  | P  | Bp  | Bc | Diff |
| ---- | --------------------- | --- | -- | -- | -- | -- | --- | -- | ---- |
| 1    | Olympique lyonnais    | 56  | 38 | 25 | 8  | 5  | 108 | 44 | +64  |
| 2    | AS Troyes-Savinienne  | 55  | 38 | 24 | 7  | 7  | 101 | 34 | +67  |
| 3    | RC ParisR             | 55  | 38 | 25 | 5  | 8  | 107 | 48 | +59  |
| 4    | FC Rouen              | 52  | 38 | 23 | 6  | 9  | 81  | 47 | +34  |
| 5    | UA Sedan-TorcyP       | 49  | 38 | 19 | 11 | 8  | 77  | 41 | +36  |
| 6    | Stade rennais UCR     | 44  | 38 | 19 | 6  | 13 | 86  | 53 | +33  |
| 7    | Red Star OA           | 44  | 38 | 20 | 4  | 14 | 71  | 59 | +12  |
| 8    | Perpignan FC          | 39  | 38 | 16 | 7  | 15 | 49  | 63 | -14  |
| 9    | FC Nantes             | 36  | 38 | 14 | 8  | 16 | 68  | 62 | +6   |
| 10   | US Valenciennes-Anzin | 36  | 38 | 16 | 4  | 18 | 56  | 62 | -6   |
| 11   | Angers SCO            | 35  | 38 | 12 | 11 | 15 | 53  | 58 | -5   |
| 12   | AS aixoiseP           | 35  | 38 | 14 | 7  | 17 | 53  | 67 | -14  |
| 13   | AS Cannes             | 34  | 38 | 12 | 10 | 16 | 49  | 55 | -6   |
| 14   | RCFC Besançon         | 33  | 38 | 11 | 11 | 16 | 50  | 65 | -15  |
| 15   | FC Grenoble           | 33  | 38 | 12 | 9  | 17 | 54  | 80 | -26  |
| 16   | AS Béziers            | 27  | 38 | 10 | 7  | 21 | 41  | 92 | -51  |
| 17   | Olympique alésien     | 27  | 38 | 10 | 7  | 21 | 31  | 83 | -52  |
| 18   | SC Toulon             | 26  | 38 | 11 | 4  | 23 | 45  | 82 | -37  |
| 19   | CA Paris              | 23  | 38 | 8  | 7  | 23 | 56  | 91 | -35  |
| 20   | SO MontpellierR       | 19  | 38 | 5  | 9  | 24 | 23  | 73 | -50  |

Promotions et relégations
- Montée en Division  1 1954-1955
- Qualification pour les barrages de promotion

Abréviations
- R : Relégué de Division 1 1952-1953
- P : Promu de CFA 1952-1953

#### Buteurs
| Rang      | No.       | Pos.      | Nat.      | Nom                | Buts |
| --------- | --------- | --------- | --------- | ------------------ | ---- |
| 1         |           | A         |           | Jan van Geen       | 16   |
| 2         |           | A         |           | Jean Domenger      | 14   |
| 3         |           | A         |           | Paul Perez         | 11   |
| 4         |           | M         |           | Barthélémy Gallard | 7    |
|           |           | A         |           | Pierre Sinibaldi   | 7    |
| 6         |           | A         |           | Pierre Ferrier     | 5    |
| 7         |           | A         |           | Roger Orengo       | 3    |
|           |           | M         |           | Oswaldo Minci      | 3    |
| 9         |           | D         |           | Jean Devallan      | 1    |
|           |           |           |           | csc                | 1    |
| 9 buteurs | 9 buteurs | 9 buteurs | 9 buteurs | TOTAUX             | 68   |

### Coupe de France

#### Calendrier
| Date                      | Tour            | Adversaire      | Niveau   | Lieu   | Score  | Buteurs du FC Nantes                                                                | Affluence |
| ------------------------- | --------------- | --------------- | -------- | ------ | ------ | ----------------------------------------------------------------------------------- | --------- |
| Dimanche 20 décembre 1953 | 6e tour         | Stade pontivyen | DH       | Dom.   | 12 - 0 | Domenger 16e 28e 72e 86e, Ferrier 24e 34e, Sinibaldi 25e 44e 65e, Pérez 56e 59e 85e | 2.788     |
| Dimanche 17 janvier 1954  | 1/32e de finale | US Quevilly     | CFA (D3) | Neutre | 0 - 1  | -                                                                                   |           |

#### Buteurs
| Rang | No. | Pos. | Nat. | Nom              | Buts |
| ---- | --- | ---- | ---- | ---------------- | ---- |
| 1    |     | A    |      | Jean Domenger    | 4    |
| 2    |     | A    |      | Paul Perez       | 3    |
| 3    |     | A    |      | Pierre Sinibaldi | 3    |
|      |     | A    |      | Pierre Ferrier   | 2    |
|      |     |      |      | TOTAUX           | 12   |

### Coupe Charles Drago

#### Calendrier
| Date                     | Tour     | Adversaire   | Niveau | Lieu | Score      | Buteurs du FC Nantes | Affluence |
| ------------------------ | -------- | ------------ | ------ | ---- | ---------- | -------------------- | --------- |
| Dimanche 14 février 1954 | 1er tour | AS Monaco FC | D1     | Dom. | 0 - 0 a.p. | -                    |           |

## Statistiques

### Statistiques collectives
| Compétition         | Débute au tour | Termine         | Matches joués | Gagnés | Nuls | Perdus | Buts pour | Buts contre | Différence |
| ------------------- | -------------- | --------------- | ------------- | ------ | ---- | ------ | --------- | ----------- | ---------- |
| Division 2          | -              | 9e              | 38            | 14     | 8    | 16     | 68        | 62          | +6         |
| Coupe de France     | 6e tour        | 1/32e de finale | 2             | 1      | 0    | 1      | 12        | 1           | +11        |
| Coupe Charles Drago | 1er tour       | 1er tour        | 1             | 1      | 0    | 1      | 0         | 0           | +0         |
| Total               | -              | -               | 41            | 16     | 8    | 18     | 80        | 63          | +17        |

## Autres équipes

### Équipe B
L'équipe réserve du FC Nantes sert de tremplin vers le groupe professionnel pour les jeunes du club ainsi que de recours pour les joueurs de retour de blessure ou en manque de temps de jeu.
Pour la saison 1953-1954, elle évolue en DH Ouest.
| Rang | Équipe                      | Pts | J  | G  | N | P  | Bp | Bc | Diff |
| ---- | --------------------------- | --- | -- | -- | - | -- | -- | -- | ---- |
| 1    | FC Nantes rés.              | 35  | 24 | 15 | 5 | 4  | 48 | 28 | +20  |
| 2    | SC Saint-Nazaire            | 34  | 24 | 14 | 6 | 4  | 61 | 24 | +37  |
| 3    | FC Lorient                  | 27  | 24 | 11 | 5 | 8  | 41 | 38 | +3   |
| 4    | DC Carhaix                  | 27  | 24 | 12 | 3 | 9  | 52 | 52 | 0    |
| 5    | US Saint-Malo               | 25  | 24 | 11 | 3 | 10 | 50 | 42 | +8   |
| 6    | Voltigeurs de Châteaubriant | 25  | 24 | 10 | 5 | 9  | 49 | 46 | +3   |
| 7    | Drapeau Fougères            | 25  | 24 | 10 | 5 | 9  | 39 | 45 | -6   |
| 8    | Stade pontivyen             | 24  | 24 | 9  | 6 | 9  | 48 | 40 | +8   |
| 9    | Stade brestois              | 24  | 24 | 10 | 4 | 10 | 49 | 51 | -2   |
| 10   | Angers SCO rés.             | 22  | 24 | 8  | 6 | 10 | 45 | 51 | -6   |
| 11   | Véloce Vannes US            | 19  | 24 | 8  | 3 | 13 | 40 | 50 | -10  |
| 12   | Olympique de Saumur         | 18  | 24 | 8  | 2 | 14 | 29 | 44 | -15  |
| 13   | Stade morlaisien            | 7   | 24 | 3  | 1 | 20 | 34 | 74 | -40  |